# Oborek (Połoczany)
Oborek – dawna wieś i majątek. Obecnie część agromiasteczka Połoczany na Białorusi, w obwodzie mińskimm, w rejonie mołodeckim, w sielsowiecie Połoczany.

## Historia
W czasach zaborów wieś i dobra w gminie Połoczany, w powiecie oszmiańskim, w guberni wileńskiej Imperium Rosyjskiego. W 1866 roku liczyły 30 dusz rewizyjnych, własność Dederków. We wsi znajdował się kościół parafialny wybudowany w 1443 roku. Oborek był siedzibą okręgu wiejskiego i parafii katolickiej.
W latach 1921–1945 wieś i majątek leżały w Polsce, w województwie wileńskim, w powiecie wołożyńskim, a od 1927 w powiecie mołodeckim, w gminie Połoczany.
W 1931 we wsi w 35 domach zamieszkiwały 164 osoby.
Majątek liczył 45 mieszkańców w 3 domach. Umiejscowiony jest tu cmentarz katolicki. Urodził się tu Leonard Chodźko
Wierni należeli do miejscowej parafii rzymskokatolickiej i prawosławnej w Hruzdowie. Miejscowość podlegała pod Sąd Grodzki w Mołodecznie i Okręgowy w Wilnie; właściwy urząd pocztowy mieścił się w Połoczanach.